# 스카이퍼펙
스카이퍼펙(Sky PerfecTV!) 혹은 스카파! (スカパー!)은 일본의 디지털 위성방송 사업자이다.
통신위성 JCSAT2호와 JCSAT3호를 사용하여 TV와 라디오, 그리고 데이터 방송을 서비스하고 있다. 방송의 서비스 권역은 일본 전역이다.

## 개요
- 텔레비전, 라디오 채널을 합하면 약 300여개의 채널을 시청할 수 있다.
- 공동으로 수신할 경우 볼 수 없는 채널이 존재한다.

## 연혁
- 1996년 10월 퍼펙 TV 본방송 시작
- 1997년 12월 업무 제휴를 맺고 있던 J SkyB와 대등 합병에 합의(존속 회사는 일본 디지털 방송 서비스).
- 1998년 5월 1일 J SkyB합병

## 같이 보기
- KT스카이라이프